# آلبرت سالا
آلبرت سالا (اسپانیایی: Albert Sala‎؛ زادهٔ ۱۵ ژوئیهٔ ۱۹۸۱) بازیکن هاکی روی چمن اهل اسپانیا است که در مسابقات کشوری و بین‌المللی در مجموع برندهٔ 3 مدال طلا، 2 مدال نقره، 2 مدال برنز شده‌است.